# Liste deutsch-japanischer Städte- und Gemeindepartnerschaften
Dies ist eine unvollständige Liste von Städte- und Gemeindepartnerschaften zwischen Deutschland und Japan. Angehängt ist eine Liste von Partnerschaften zwischen anderen Gebietskörperschaften aus beiden Ländern. Die Japanische Botschaft in Berlin hat folgende Übersicht veröffentlicht:
| Deutsche Gemeinde        | Bundesland             | Japanische Gemeinde | Präfektur | seit                        | Art                 |
| ------------------------ | ---------------------- | ------------------- | --------- | --------------------------- | ------------------- |
| Augsburg                 | Bayern                 | Amagasaki           | Hyōgo     | 1959                        | Schwesterstadt      |
| Augsburg                 | Bayern                 | Nagahama            | Shiga     | 1959                        | Schwesterstadt      |
| Bad Krozingen            | Baden-Württemberg      | Taketa              | Ōita      | 1989                        | Städtefreundschaft  |
| Bad Mergentheim          | Baden-Württemberg      | Fuefuki/Isawa       | Yamanashi | 1991                        | Städtefreundschaft  |
| Bad Säckingen            | Baden-Württemberg      | Nagai               | Yamagata  | 1983                        | Schwesterstadt      |
| Bad Soden am Taunus      | Hessen                 | Yōrō                | Gifu      | 2004                        | Städtefreundschaft  |
| Bamberg                  | Bayern                 | Nagaoka             | Niigata   | 1995                        | Städtefreundschaft  |
| Bietigheim-Bissingen     | Baden-Württemberg      | Kusatsu             | Gunma     | 1962                        | Schwesterstadt      |
| Bochum                   | Nordrhein-Westfalen    | Tsukuba             | Ibaraki   | 2019                        | Schwesterstadt      |
| Boppard                  | Rheinland-Pfalz        | Ōme                 | Tokio     | 1965                        | Schwesterstadt      |
| Bürstadt                 | Hessen                 | Minano              | Saitama   | 1984                        | Städtefreundschaft  |
| Dietzhölztal             | Hessen                 | Shimotsuke          | Tochigi   | 1975                        | Schwesterstadt      |
| Donaueschingen           | Baden-Württemberg      | Kaminoyama          | Yamagata  | 1995                        | Städtefreundschaft  |
| Essen                    | Nordrhein-Westfalen    | Kōriyama            | Fukushima | 2017                        | Städtepartnerschaft |
| Frankfurt am Main        | Hessen                 | Yokohama            | Kanagawa  | 2011                        | Städtepartnerschaft |
| Freiburg im Breisgau     | Baden-Württemberg      | Matsuyama           | Ehime     | 1988                        | Schwesterstadt      |
| Friedrichshafen          | Baden-Württemberg      | Tsuchiura           | Ibaraki   | 1994                        | Städtefreundschaft  |
| Füssen                   | Bayern                 | Numata              | Gunma     | 1995                        | Schwesterstadt      |
| Hamburg                  | Hamburg                | Osaka               | Osaka     | 1989                        | Schwesterstadt      |
| Hanau                    | Hessen                 | Tottori             | Tottori   | 2001                        | Schwesterstadt      |
| Hannover                 | Niedersachsen          | Hiroshima           | Hiroshima | 1983, weitere Details       | Schwesterstadt      |
| Heidelberg               | Baden-Württemberg      | Kumamoto            | Kumamoto  | 1992                        | Schwesterstadt      |
| Kaiserslautern           | Rheinland-Pfalz        | Bunkyō              | Tokio     | 1988                        | Schwesterstadt      |
| Köln                     | Nordrhein-Westfalen    | Kyōto               | Kyōto     | 1963                        | Schwesterstadt      |
| Leinefelde-Worbis        | Thüringen              | Kanegasaki          | Iwate     | 2002                        | Schwesterstadt      |
| Linden                   | Hessen                 | Warabi              | Saitama   | 1976                        | Städtefreundschaft  |
| Lübeck                   | Schleswig-Holstein     | Kawasaki            | Kanagawa  | 1992                        | Schwesterstadt      |
| Lübz                     | Mecklenburg-Vorpommern | Hita                | Ōita      | 2003                        | Schwesterstadt      |
| Lübz                     | Mecklenburg-Vorpommern | Oyama               | Tochigi   | 2003                        | Partnerstadt        |
| Lüneburg                 | Niedersachsen          | Naruto              | Tokushima | 1974                        | Schwesterstadt      |
| Mainburg                 | Bayern                 | Moriya              | Ibaraki   | 1990                        | Schwesterstadt      |
| Meerbusch                | Nordrhein-Westfalen    | Shijōnawate         | Osaka     | 2010                        | Städtefreundschaft  |
| Meißen                   | Sachsen                | Arita               | Saga      | 1979                        | Schwesterstadt      |
| Meßkirch                 | Baden-Württemberg      | Kahoku              | Ishikawa  | 1985                        | Schwesterstadt      |
| München                  | Bayern                 | Sapporo             | Hokkaidō  | 1972                        | Schwesterstadt      |
| Neuruppin                | Brandenburg            | Niiza               | Saitama   | 2003                        | Schwesterstadt      |
| Neustadt an der Aisch    | Bayern                 | Hino                | Shiga     | 1997                        | Städtefreundschaft  |
| Oberwiesenthal           | Sachsen                | Hakuba              | Nagano    | 2002                        | Städtefreundschaft  |
| Offenbach am Main        | Hessen                 | Kawagoe             | Saitama   | 1983                        | Schwesterstadt      |
| Passau                   | Bayern                 | Akita               | Akita     | 1984                        | Schwesterstadt      |
| Raunheim                 | Hessen                 | Shiramine           | Ishikawa  | 1997                        | Städtefreundschaft  |
| Rosenheim                | Bayern                 | Ichikawa            | Chiba     | 2004                        | Städtepartnerschaft |
| Rothenburg ob der Tauber | Bayern                 | Uchiko              | Ehime     | 2001                        | Städtefreundschaft  |
| Sankt Goarshausen        | Rheinland-Pfalz        | Inuyama             | Aichi     | 1992                        | Städtefreundschaft  |
| Selb                     | Bayern                 | Mizunami            | Gifu      | 1966 (nicht mehr existent?) |                     |
| Stuttgart                | Baden-Württemberg      | Ōgaki               | Gifu      | 1988                        | Städtefreundschaft  |
| Tettnang                 | Baden-Württemberg      | Omagari             | Akita     | 1983/1989, siehe hier       | Städtefreundschaft  |
| Trier                    | Rheinland-Pfalz        | Nagaoka             | Niigata   | 1995                        | Schwesterstadt      |
| Ühlingen-Birkendorf      | Baden-Württemberg      | Hagi                | Yamaguchi | 1992                        | Schwesterstadt      |
| Wallhausen               | Rheinland-Pfalz        | Akaiwa              | Okayama   | 1995                        | Städtefreundschaft  |
| Waren (Müritz)           | Mecklenburg-Vorpommern | Rokkasho            | Aomori    | 1994                        | Städtefreundschaft  |
| Wasserburg am Inn        | Bayern                 | Betsukai            | Hokkaidō  | 1979                        | Schwesterstadt      |
| Weimar                   | Thüringen              | Kamakura            | Kanagawa  | 2001                        | Städtefreundschaft  |
| Winsen (Luhe)            | Niedersachsen          | Fukui               | Fukui     | 1999                        | Schwesterstadt      |
| Wolfratshausen           | Bayern                 | Iruma               | Saitama   | 1987                        | Schwesterstadt      |
| Wolfsburg                | Niedersachsen          | Toyohashi           | Aichi     | 2011                        | Städtefreundschaft  |
| Wriezen                  | Brandenburg            | Hachiōji            | Tokio     | 2016                        | Städtefreundschaft  |
| Würzburg                 | Bayern                 | Ōtsu                | Shiga     | 1979                        | Schwesterstadt      |
| Würzburg                 | Bayern                 | Nagasaki            | Nagasaki  | 2013                        | Städtefreundschaft  |
| Zeitz                    | Sachsen-Anhalt         | Tosu                | Saga      | 2004                        | Städtefreundschaft  |

## Partnerschaften unter Beteiligung von Ländern, Präfekturen, Landkreisen oder Stadtbezirken
| Deutscher Partner                                 | Japanischer Partner      |
| ------------------------------------------------- | ------------------------ |
| Brandenburg                                       | Saitama                  |
| Düsseldorf ( Nordrhein-Westfalen)                 | Chiba                    |
| Berlin                                            | Tokio                    |
| Bezirk Mitte ( Berlin)                            | Bezirk Shinjuku ( Tokio) |
| Baden-Württemberg                                 | Kanagawa                 |
| Landkreis Harburg & Stadt Winsen ( Niedersachsen) | Fukui                    |
| Bezirk Mitte ( Berlin)                            | Higashi-Ōsaka ( Osaka)   |
| Bezirk Mitte ( Berlin)                            | Stadt Tsuwano ( Shimane) |
| Niedersachsen                                     | Tokushima                |